# Elecciones parlamentarias de Micronesia de 2019

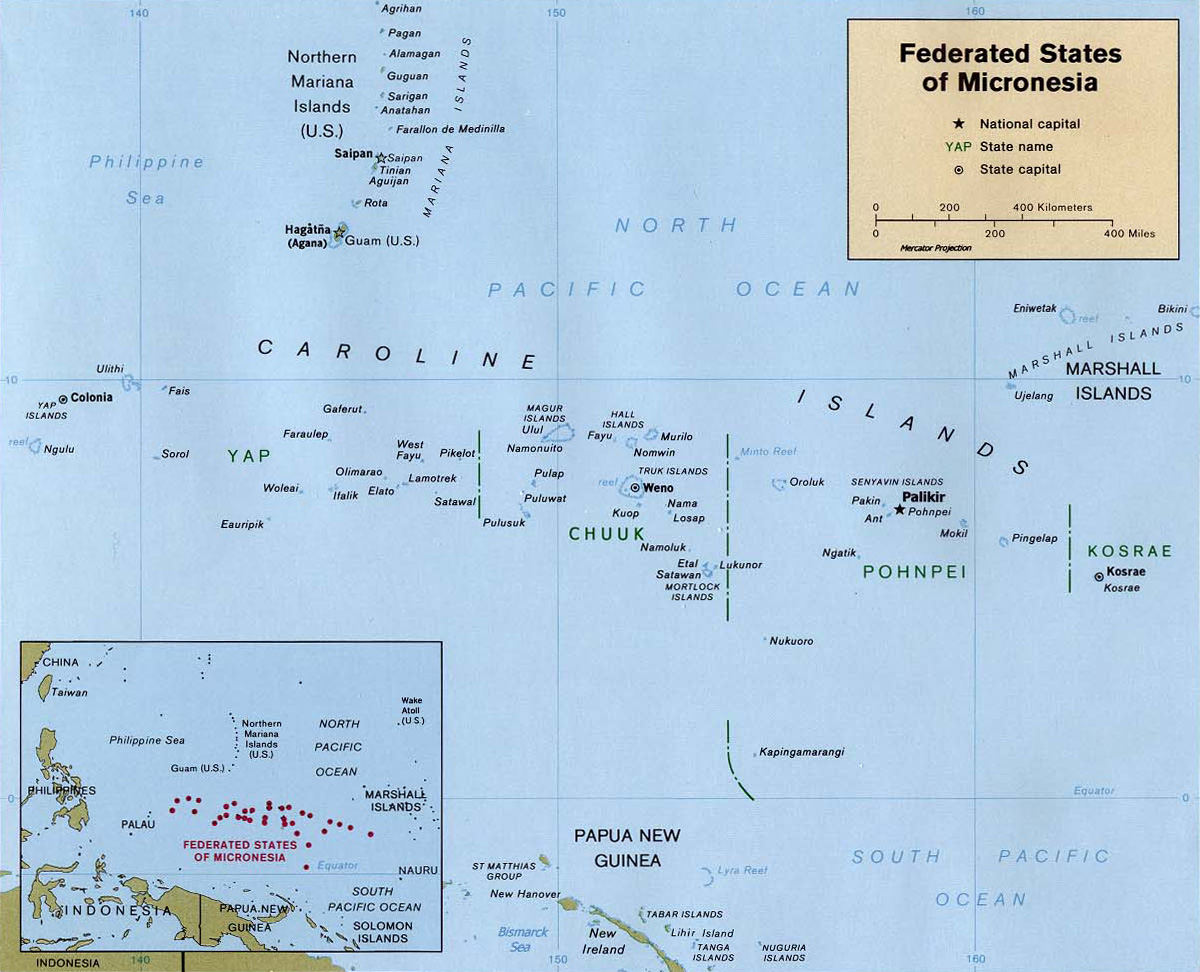
Mapa de los Estados Federados de Micronesia

Bandera de los Estados Federados de Micronesia

Las elecciones parlamentarias se celebraron en los Estados Federados de Micronesia el 5 de marzo de 2019, junto con un referéndum sobre la convocatoria de una Convención Constitucional. Todos los 14 escaños en el Congreso fueron elegidos, y los 13 titulares en funciones para la reelección fueron devueltos al Congreso.
Además de las elecciones parlamentarias se celebró un referéndum nacional en el que se preguntó a los micronesios si estaban a favor de convocar una Convención Constitucional, la mayoría de los ciudadanos votaron afirmativamente de convocar dicho organismo constituyente.
Se había programado un referéndum de independencia del Estado de Chuuk este mismo día, pero se pospuso.

## Sistema electoral
Los 14 miembros del Congreso fueron elegidos por dos métodos; diez son elegidos en circunscripciones de un solo miembro por mayoría simple por un período de dos años. Cuatro eran senadores generales, con uno elegido por cada estado por un período de cuatro años. Después de las elecciones, el presidente y el vicepresidente son elegidos por el Congreso, y solo los cuatro senadores generales pueden ser candidatos.
A diferencia de un referéndum constitucional, que requiere que el 75% de los votos en tres de los cuatro estados voten a favor para que la propuesta sea aprobada, los referendos para convocar a convención constitucional requieren solo una mayoría simple de los votos.

## Resultados
| Estado      | Distrito             | Candidato                 | Votos  | %   | Notas                   |
| ----------- | -------------------- | ------------------------- | ------ | --- | ----------------------- |
| Chuuk       | "At-Large"           | Wesley Simina             | 17,270 |     | Reelegido               |
| Chuuk       | "At-Large"           | Erin Eram                 | 3,523  |     |                         |
| Chuuk       | Distrito Electoral 1 | Florencio Singkoro Harper | 2,975  | 100 | Reelegido sin oposición |
| Chuuk       | Distrito Electoral 2 | Victory Gouland           | 2,694  | 100 | Reelegido sin oposición |
| Chuuk       | Distrito Electoral 3 | Derensio Konman           | 4,616  |     | Reelegido               |
| Chuuk       | Distrito Electoral 3 | Eflove Mailos             | 2,267  |     |                         |
| Chuuk       | Distrito Electoral 4 | Tiwiter Aritos            | 5,062  |     | Reelegido               |
| Chuuk       | Distrito Electoral 4 | Manuel Rawit              | 593    |     |                         |
| Chuuk       | Distrito Electoral 4 | Smith Paulus              | 298    |     |                         |
| Chuuk       | Distrito Electoral 5 | Robson Urak Romlow        | 1,119  |     | Reelegido               |
| Chuuk       | Distrito Electoral 5 | Vidalino Jones Raatior    | 708    |     |                         |
| Chuuk       | Distrito Electoral 5 | Zander Refilong           | 463    |     |                         |
| Chuuk       | Distrito Electoral 5 | Arisao Aichem             | 353    |     |                         |
| Chuuk       | Distrito Electoral 5 | Joseph Konno, Jr.         | 186    |     |                         |
| Kosrae      | "At-Large"           | Yosiwo George             | 1,824  |     | Elegido                 |
| Kosrae      | "At-Large"           | Aren Palik                | 1,814  |     |                         |
| Kosrae      | Distrito Electoral   | Paliknoa Welly            | 2,130  |     | Reelegido               |
| Kosrae      | Distrito Electoral   | Johnson Asher             | 1,491  |     |                         |
| Pohnpei     | "At-Large"           | David Panuelo             | 6,774  |     | Reelegido               |
| Pohnpei     | "At-Large"           | Peter M. Christian        | 6,714  |     |                         |
| Pohnpei     | Distrito Electoral 1 | Ferny Perman              | 2,397  |     | Reelegido               |
| Pohnpei     | Distrito Electoral 1 | Merlynn Abello-Alfonso    | 2,136  |     |                         |
| Pohnpei     | Distrito Electoral 2 | Dion Neth                 | 2,077  |     | Reelegido               |
| Pohnpei     | Distrito Electoral 2 | Berney Martin             | 1,105  |     |                         |
| Pohnpei     | Distrito Electoral 2 | Herman Semes, Jr.         | 1,020  |     |                         |
| Pohnpei     | Distrito Electoral 2 | Quincy Lawrence           | 1,003  |     |                         |
| Pohnpei     | Distrito Electoral 3 | Esmond Moses              | 2,543  |     | Reelegido               |
| Pohnpei     | Distrito Electoral 3 | Marstella Jack            | 1,155  |     |                         |
| Yap         | "At-Large"           | Joseph Urusemal           | 2,371  | 100 | Reelegido sin oposición |
| Yap         | Distrito Electoral   | Isaac Figir               | 2,225  |     | Reelegido               |
| Yap         | Distrito Electoral   | Fidelik Thiyer-Fanoway    | 244    |     |                         |
| Fuente: PIO |                      |                           |        |     |                         |

### Referéndum
La propuesta del referéndum fue aprobada por el 61% de los votantes en general. Una mayoría estaba a favor en los estados federados de Kosrae y Pohnpei , pero fue rechazada en los de Chuuk y Yap .
| Elección                           | Voto popular | Voto popular | Votos por estado |
| Elección                           | Votos        | %            | Votos por estado |
| ---------------------------------- | ------------ | ------------ | ---------------- |
| A favor                            | 10,033       | 60.8         | 2                |
| En contra                          | 6,458        | 39.2         | 2                |
| Invalidos/votos en blanco          |              | –            | –                |
| Total                              | 16,491       | 100          | 4                |
| Votantes registrados/participación |              |              | –                |
| Fuente: PIO                        |              |              |                  |

#### Por Estado
| Estado                   | A favor | A favor | En contra | En contra |
| Estado                   | Votos   | %       | Votos     | %         |
| ------------------------ | ------- | ------- | --------- | --------- |
| Chuuk                    | 1,283   | 43.65   | 1,656     | 56.35     |
| Kosrae                   | 1,476   | 75.46   | 480       | 24.54     |
| Pohnpei                  | 5,948   | 68.07   | 2,790     | 31.93     |
| Yap                      | 1,064   | 45.74   | 1,262     | 54.26     |
| Fuente: Direct Democracy |         |         |           |           |